# 阿瓦達
阿瓦達（英語：Arvada, Colorado）是美国科羅拉多州的一個城市，位於州府丹佛西北。行政上大部分屬於傑佛遜縣，餘屬亞當斯縣。面積85.1平方公里，2006年人口104,830人。
1904年8月24日設市。

## 姐妹城市
- 克孜勒奧爾達
- 比利时梅赫倫